# Pass of Brander
Pass of Brander är ett bergspass i Storbritannien.   Det ligger i kommunen Argyll and Bute och riksdelen Skottland, i den nordvästra delen av landet, 600 km nordväst om huvudstaden London. Pass of Brander ligger 146 meter över havet. Det ligger vid sjön Loch Awe.
Terrängen runt Pass of Brander är huvudsakligen kuperad, men norrut är den bergig. Runt Pass of Brander är det mycket glesbefolkat, med 2 invånare per kvadratkilometer. Närmaste större samhälle är Taynuilt, 7,3 km väster om Pass of Brander. I omgivningarna runt Pass of Brander växer i huvudsak blandskog.